# Serce z kamienia (film)
Serce z kamienia (isl. Hjartasteinn) – islandzko-duński dramat filmowy z 2016 roku w reżyserii Guðmundura Arnara Guðmundssona. Film przedstawia losy przyjaźni pomiędzy dwoma dorastającymi chłopcami w małej islandzkiej wiosce rybackiej.

## Fabuła
Thór (Baldur Einarsson) mieszka wraz z matką i dwiema nastoletnimi siostrami. Większość czasu spędza ze swoim przyjacielem Kristjánem (Blær Hinriksson) włócząc się po okolicy. Obaj stopniowo wchodzą w okres odkrywania swojej seksualności oraz pierwszych inicjacji. Umawiają się z dziewczynami ale wkrótce jeden z nich odkryje w sobie, że czuje coś więcej wobec swojego przyjaciela.

## Obsada
- Baldur Einarsson jako Thór
- Blær Hinriksson jako Kristján
- Diljá Valsdóttir jako Beta
- Katla Njálsdóttir jako Hanna
- Jónína Þórdís Karlsdóttir jako Rakel
- Rán Ragnarsdóttir jako Hafdís
- Nína Dögg Filippusdóttir jako Hulda, matka Thóra
- Nanna Kristín Magnúsdóttir jako Þórdís, matka Kristjána
- Sveinn Ólafur Gunnarsson jako Sigurður, ojciec Kristjána
- Søren Malling jako Sven
- Daniel Hans Erlendsson jako Haukur

i inni

## Produkcja
Film kręcono na półwyspie Dyrhóaey oraz w wiosce Borgarfjörður.